# Marian Hosking
Marian Hosking (Melbourne, 30 oktober 1948) is actief als sieraadontwerper. Zij woont en werkt in Melbourne.

## Biografie
In haar jeugd trok Hosking op met vogelaars en mensen die het veld in trokken. Vooral haar moeder nam haar mee op boswandelingen.
Na haar afstuderen in 1969 reisde Hosking naar Europa, waar ze verder studeerde aan de Fachhochschule für Gestaltung in Pforzheim (1971-1973). In 1973 keerde ze terug naar Australië. Tot 1975 gaf ze les aan de Charles Sturt University in het landelijke Wagga Wagga. Vervolgens vestigde ze zich met een eigen atelier in Melbourne. In 1980 was Hosking een van de oprichters van Workshop 3000; een centraal gelegen gebouw waarin sieraadontwerpers werkruimte konden huren.
Hosking werkt vooral met (gepatineerd) zilver, maar soms ook met hout, kunststof, linoleum en hoorn. Zij maakt gebruik van onder anderen de verloren was methode en laat zich inspireren door flora in de Australische natuur.
In 1996 behaalde Hosking haar Master of Arts aan de Royal Melbourne Institute of Technology University. Hosking was hoofd van de afdeling metaal en sieraden van Monash University in Melbourne.
Het werk van Hosking werd en wordt gepresenteerd door onder meer Charon Kransen Arts, Galerie Handwerk, Galerie Ra, Gallery Funaki en Gallery So.

## Werk in openbare collecties (selectie)
- Los Angeles County Museum of Art (LACMA), Los Angeles
- National Gallery of Australia, Canberra
- National Gallery of Victoria, Melbourne
- Powerhouse Museum, Sydney

## Werk in particuliere collecties (selectie)
- Lois Boardman
- Paul Derrez & Willem Hoogstede

## Tentoonstellingen (selectie)
- 2004 – Marian Hosking; Mari Funaki; Mascha Moje; Delicate works, Galerie Ra, Amsterdam
- 2007 – Marian Hosking, jewellery, Object Gallery, Sydney (reizende tentoonstelling tot en met 2008)
- 2009 – Silver Seams and Small Blocks, Gallery Funaki, Melbourne
- 2010 – Schatzkamer Australien – Treasure room Australia, Galerie Handwerk, München
- 2011 – Marian Hosking, vessels; Laura Deakin, Galerie Ra, Amsterdam
- 2013 – Dare to wear, sieraden uit de collectie Paul Derrez/Willem Hoogstede, CODA, Apeldoorn
- 2013 – Greetings from… Marian Hosking, Gallery Funaki, Melbourne
- 2014 – Brick Lane Summer Exhibition, Gallery So, Londen
- 2014 – The Other Side, Gallery So, Londen
- 2015 – 20/20, Gallery Funaki, Melbourne
- 2016 – Beyond bling, contemporary jewelry from the Lois Boardman Collection, Los Angeles County Museum of Art (LACMA), Los Angeles
- 2016 – 40 Jaar Ra, Sieraad Art Fair, Amsterdam

## Prijzen
- 2007 – Living Treasures: Masters of Australian Craft
- 2012 – Cicely & Colin Rigg Contemporary Design Award